# El Evangelio

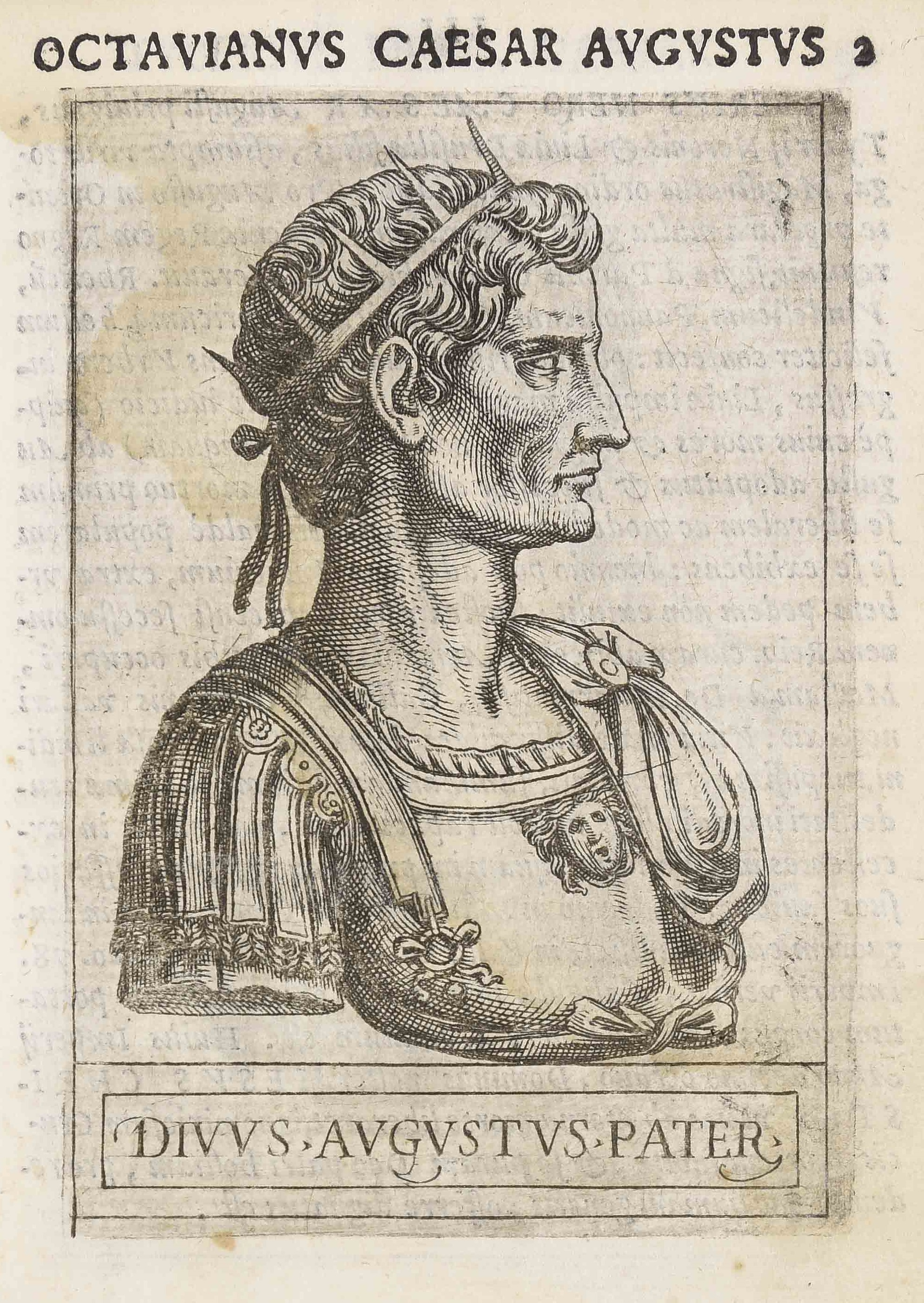
Octavio como el Padre Divino Augusto, el salvador en el antiguo evangelio romano

El Evangelio o Las Buenas Nuevas es un concepto teológico en varias religiones. En el culto imperial romano histórico y hoy en día en el cristianismo, el evangelio es un mensaje de salvación por parte de una figura divina, un salvador, que ha traído paz u otros beneficios a la humanidad. En la religión griega antigua, la palabra designaba un tipo de sacrificio o dedicación ritual destinada a agradecer a los dioses al recibir una buena noticia.
El concepto religioso se remonta al menos hasta la era clásica de Grecia. Se sabe que los autores romanos lo adoptaron hacia fines del siglo I a. C. y los cristianos algo más tarde. Es un mensaje central del cristianismo actual, en el que los relatos escritos de la vida y las enseñanzas de Jesucristo se conocen como evangelios.

## Etimología
En griego, el término designaba originalmente una recompensa o propina que se paga habitualmente a un mensajero que ha entregado buenas noticias. El término pasó entonces a designar la buena nueva misma, y también una ofrenda religiosa de agradecimiento por la buena fortuna.

## En la Biblia y el Cristianismo

### Escritura Hebrea
El sustantivo hebreo antiguo בְּשׂוֹרָה ( besorah ) parece tener el mismo doble significado que la palabra griega equivalente para evangelio, que se usa tanto para un mensajero que entrega buenas noticias como para una ofrenda de agradecimiento a un dios al recibir buenas noticias. Las formas de sustantivo y verbo se usan varias veces en la Biblia hebrea .
Cuando las escrituras judías fueron adoptadas por los cristianos como el Antiguo Testamento, estas menciones de buenas noticias llegaron a ser vistas como una prefiguración de la historia posterior de Jesús en el Nuevo Testamento .

### Nuevo Testamento

#### Los Evangelios

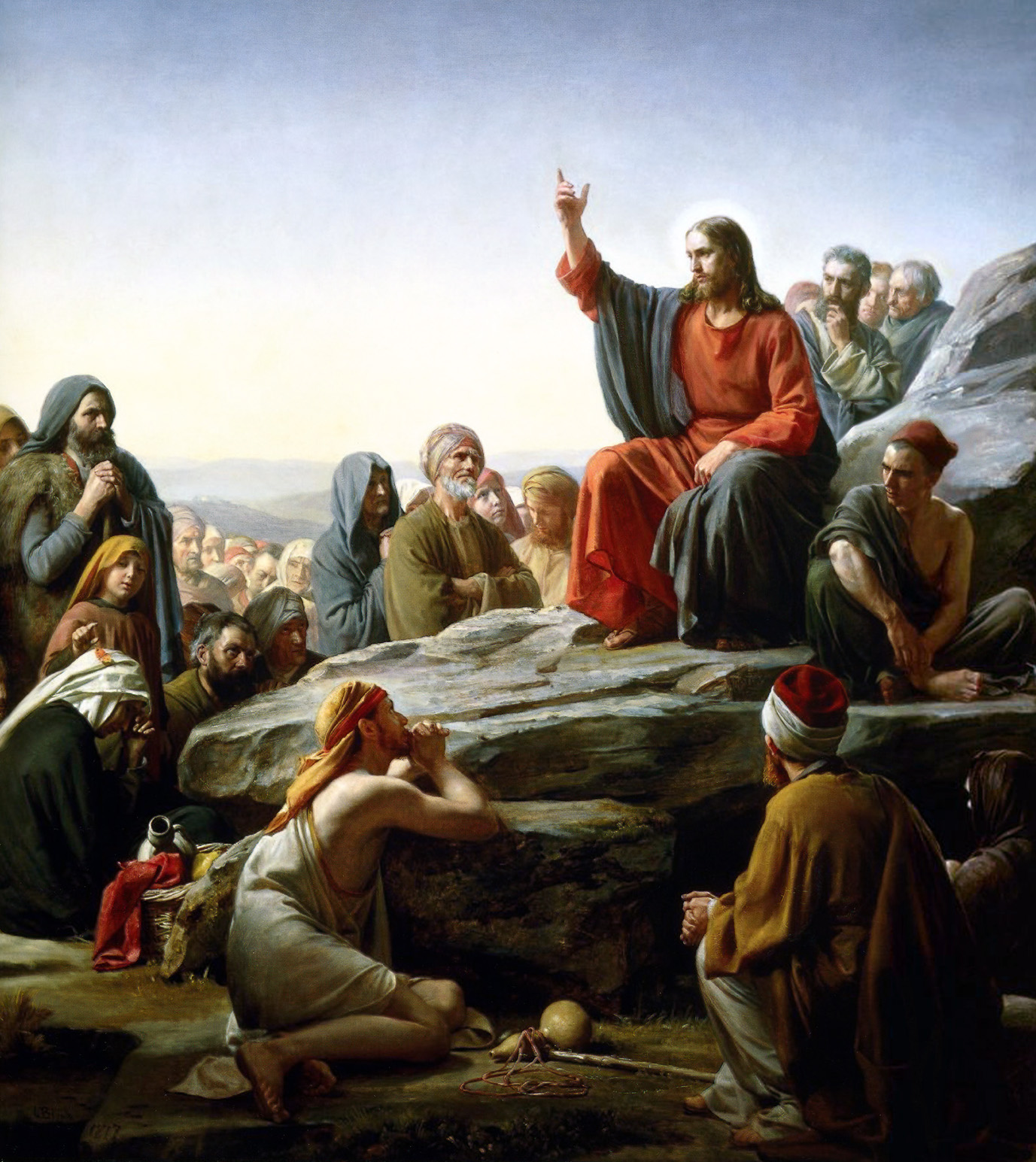
El Sermón de la Montaña en el que Jesús comenta la Ley judía (autor: Carl Bloch

Un género de biografías antiguas de Jesús tomó el nombre de Evangelio porque cuentan buenas noticias de Jesús como el salvador cristiano, que trae la paz y actúa como un sacrificio que ha redimido a la humanidad del pecado . Los primeros cuatro libros del Nuevo Testamento cristiano son los evangelios canónicos : Mateo, Marcos, Lucas y Juan . Además, varios evangelios no canónicos dan cuenta de la vida de Jesús pero no están incluidos oficialmente en la Biblia cristiana .

#### En Hechos
Las buenas nuevas se pueden resumir de muchas maneras, reflejando varios énfasis. CH Dodd ha resumido las buenas nuevas cristianas tal como las enseñó el apóstol Pedro en los Hechos de los Apóstoles :
- La era del cumplimiento ha amanecido;
- Esto ha ocurrido a través del ministerio, muerte y resurrección de Jesús;
- En virtud de la resurrección, Jesús ha sido exaltado a la diestra de Dios, como cabeza mesiánica del nuevo Israel;
- El Espíritu Santo en la Iglesia es el signo del poder y la gloria presentes de Cristo;
- La Era Mesiánica pronto alcanzará su consumación en el regreso de Cristo.

### En varios movimientos cristianos

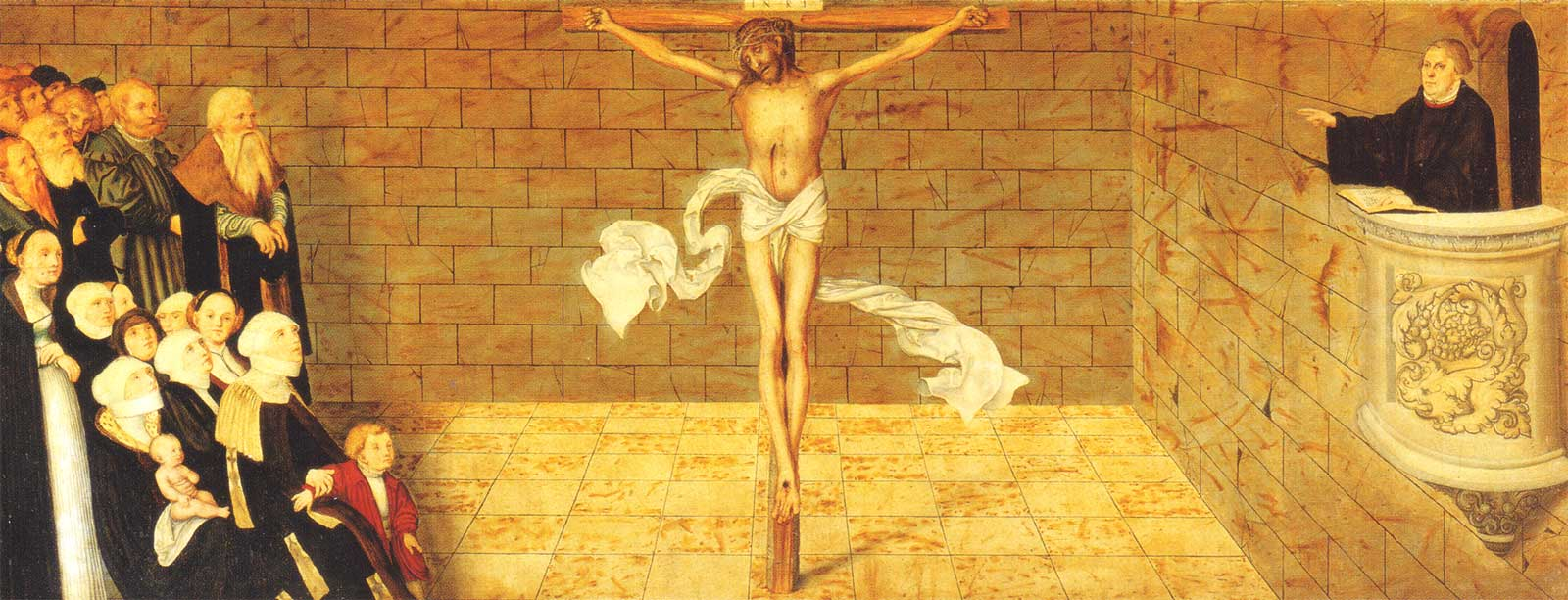
"La marca segura por la cual una comunidad cristiana puede ser reconocida es la predicación del evangelio en su pureza". — Martín Lutero

Las buenas nuevas se describen de muchas maneras diferentes en la Biblia. Cada uno refleja diferentes énfasis y describe parte o la totalidad de la narración bíblica. La enseñanza cristiana de las buenas nuevas, incluida la predicación de los Apóstoles en el Libro de los Hechos, generalmente se enfoca en la resurrección de Jesús y sus implicaciones. A veces, en la Biblia, las buenas nuevas se describen en otros términos, pero todavía describen los actos salvíficos de Dios. Por ejemplo, el apóstol Pablo enseñó que las buenas nuevas fueron anunciadas al patriarca Abraham con las palabras: "Todas las naciones serán bendecidas en ti". (Gálatas 3:6–9; cf. Génesis 12:1–3).

#### Teología de la liberación
La teología de la liberación, articulada en las enseñanzas de los teólogos católicos latinoamericanos Leonardo Boff y Gustavo Gutiérrez, enfatiza que Jesús vino no solo a salvar a la humanidad, sino también a liberar a los pobres y oprimidos. Un movimiento similar dentro del movimiento evangélico latinoamericano es la misión integral, en el que la iglesia es vista como un agente para transformar positivamente el mundo en general, en respuesta a las buenas nuevas. Esto también se puede ver en la teología negra de ciertos cristianos africanos y afroamericanos. 

### Misión cristiana

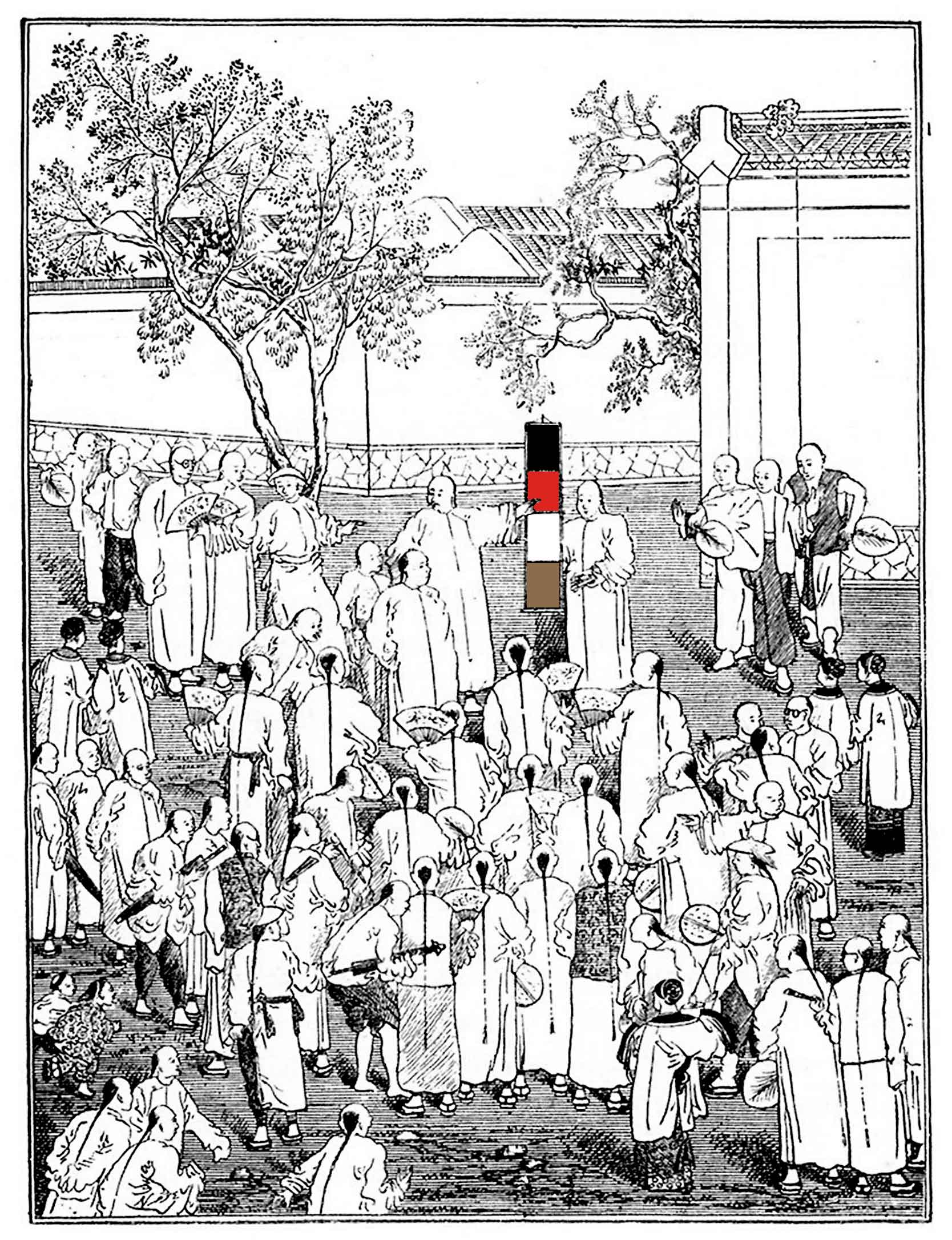
Predicación misionera en China usando El libro sin palabras

El movimiento misionero cristiano cree que las buenas nuevas cristianas son un mensaje para todos los pueblos, de todas las naciones, tribus, culturas e idiomas. Este movimiento enseña que es a través de las buenas nuevas de Jesús que las naciones de la humanidad son restauradas a la relación con Dios y que el destino de las naciones está relacionado con este proceso.  El profesor de misionología Howard A. Snyder escribe: "Dios ha elegido colocar a la Iglesia con Cristo en el centro mismo de su plan para reconciliar al mundo consigo mismo".
Otra perspectiva descrita en las epístolas paulinas es que es a través de las buenas noticias de la muerte y resurrección de Jesús, y la consiguiente adoración de personas de todas las naciones, que el mal es derrotado a escala cósmica. Reflexionando sobre el tercer capítulo de Efesios 3,  el teólogo Howard A. Snyder escribe:

El plan de Dios para la iglesia se extiende en toda la extensión del cosmos. Por la 'multiforme sabiduría' de Dios, la Iglesia muestra una temprana plenitud de lo que Cristo realizará al final de todas las edades. El espectáculo es llegar más allá del alcance de la humanidad, incluso a los reinos angélicos. La iglesia debe ser la manifestación de Dios del amor reconciliador de Cristo.

## notas al pie
1. ↑  Liddell, Henry George (1940). «εὐαγγέλ-ιον». A Greek-English Lexicon. Oxford: Clarendon Press.
2. ↑  Burrows, Millar (1925). «The Origin of the Term "Gospel"». Journal of Biblical Literature 44 (1/2): 21-33. doi:10.2307/3260047.
3. ↑  What Does Kerygma Mean?
4. ↑  The Apostolic Preaching and Its Developments
5. ↑  Tappert, T.G., Selected Writings of Martin Luther, Minneapolis: Fortress Press, 2007, p.325
6. ↑  Galatians 3:6–9
7. ↑  Genesis 12:1–3
8. ↑  Padilla 2004, p. 20
9. ↑  Snyder 1999, p. 139
10. ↑  Snyder 1999, p. 138

## enlaces externos
- Enciclopedia Católica: Judaizantes - Acerca de las implicaciones culturales de la Buena Nueva
- Enciclopedia Católica: Salvación
- Señorío de salvación Archivado el 12 de mayo de 2021 en Wayback Machine. : presentación del Evangelio cristiano reformado que enfatiza la salvación del señorío. Archived

- Datos: Q492807
- Multimedia: Gospels / Q492807